# Пам'ятник Іванові Франку (Тернопіль)
Пам'ятник Іванові Франку в Тернополі — пам'ятник українському поету і мислителю Іванові Франку в місті Тернополі. Пам'ятка монументального мистецтва місцевого значення, охоронний номер 1711.
Розташований у сквері на вулиці Гетьмана Сагайдачного навпроти вулиці Валової.
Автор пам'ятника — скульптор Іван Сонсядло.

## Опис
Постать Івана Франка у повний зріст розміщена на ромбоподібному постаменті, в який композиційно вмонтований камінь-скала. Сама постать поета зображена в глибокій задумі, права рука випрямлена вздовж тулуба з книжкою, ліва рука притримує праву нижче ліктя. Голова без головного убору.

## З історії пам'ятника
Пам'ятник встановлений 28 травня 1995 року на місці колишнього будинку гімназії № 1.

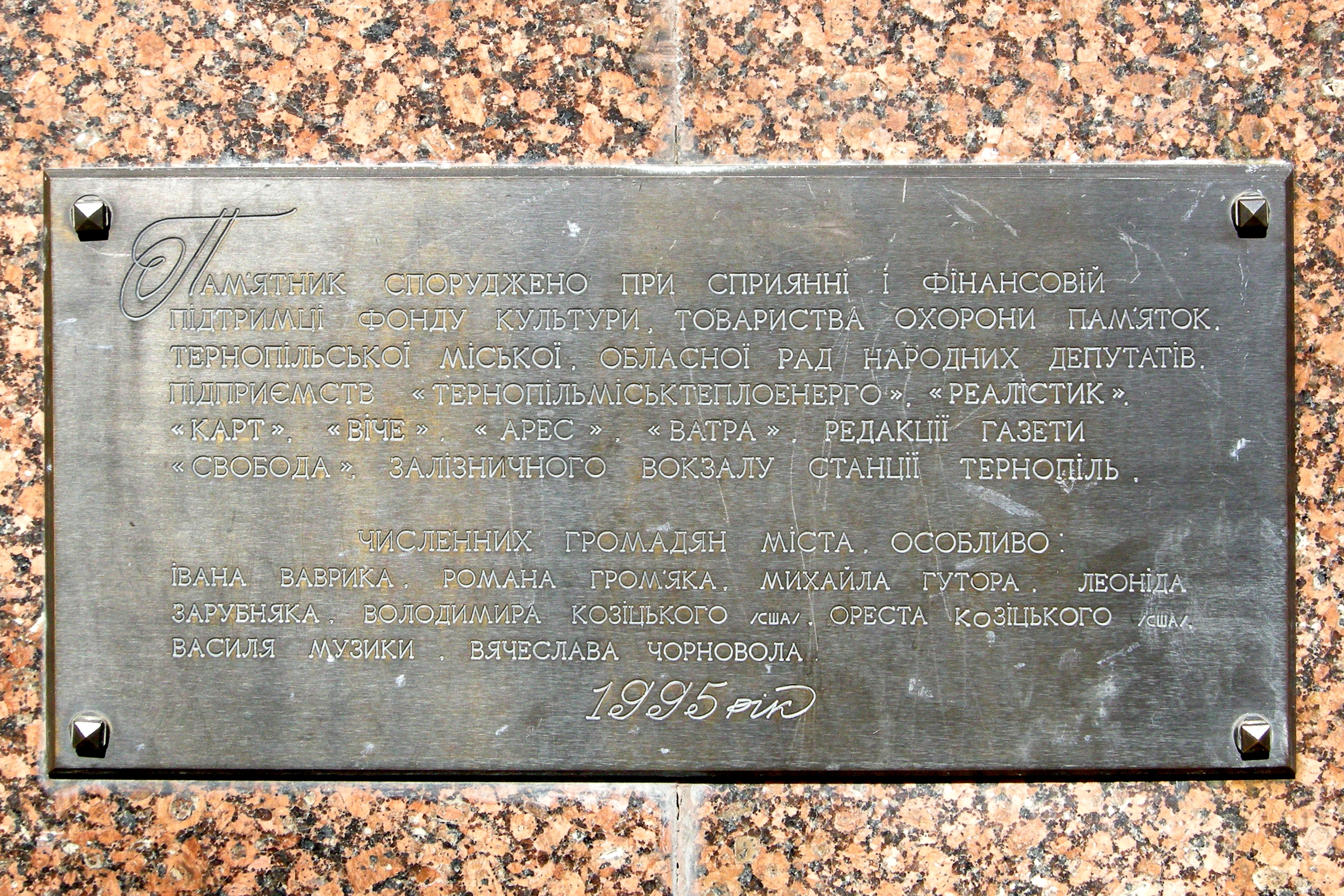
Таблиця з інформацією про фундаторів і меценатів

Його споруджено при сприянні і фінансовій підтримці фонду культури, товариства охорони пам'яток, тернопільської міської, обласної рад народних депутатів, підприємств «Тернопільміськтеплоенерго», «Реалістик», «Карт», «Віче», «Арес», «Ватра», редакції газети «Свобода», залізничного вокзалу станції Тернопіль, численних громадян міста особливо: Івана Ваврика, Романа Гром'яка, Михайла Гутора, Леоніда Зарубняка, Володимира Козіцького (США), Ореста Козіцького (США), Василя Музики, Вячеслава Чорновола (з напису на таблиці на постаменті).
У березні 2015 році реставровано постамент.

## Урочистості

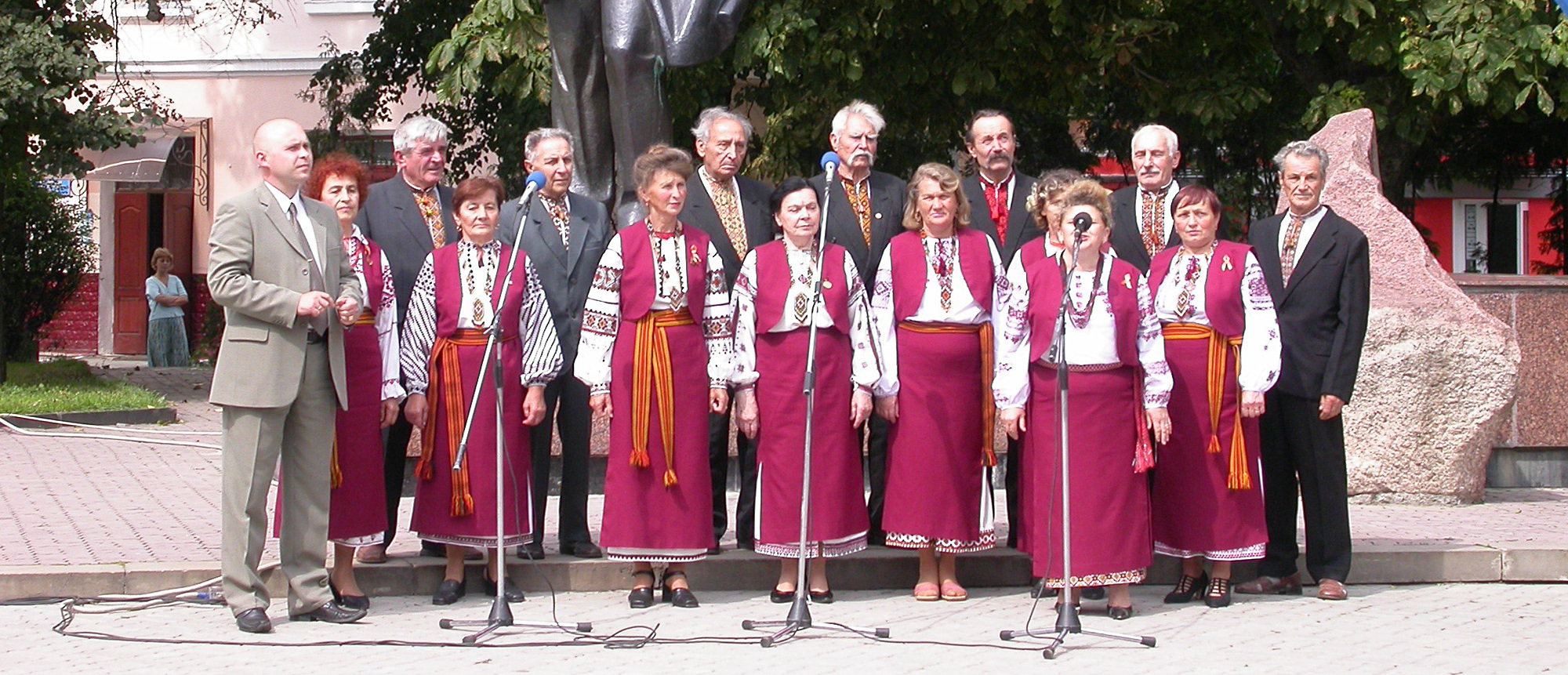
Хор «Заграва»

Біля пам'ятника щорічно в день народження Каменяра відбуваються святкові урочини.
Також біля пам'ятника проходять інші мистецькі та культурні імпрези тернопільських мистців, письменників, освітян. Учні Тернопільської гімназії імені Івана Франка складають тут присягу.